# 井垵凸角磁氣探知機防備衛所
井垵凸角磁氣探知機防備衛所，位於台灣澎湖縣馬公市井垵里百里營區內的軍事遺址，於2019年6月18日登錄澎湖縣歷史建築。

## 歷史
日軍在佔據澎湖島後，隨即起調查和測繪澎湖各軍事設施之標高和配備，因為防止敵軍由西方登陸及襲擊，開始在澎湖港灣水道處建設七座「防備衛所」，以保護港灣、沿岸等陸地上的防衛設施，選定地點包含馬公港入口，八罩水道，虎井西山等地，由馬公警備府駐守。
其中，包含井垵防備衛所在內的軍事設施，位於井仔垵山西北側一帶俗稱為「東面頭」的區域，日治時期的官方文書則稱其地區為「東鼻頭」。
隨著太平洋戰爭的爆發，原管轄防備衛所之馬公警備府於1943年（昭和18年）4月降編納入高雄警備府，改名為「馬公方面特別根據地隊」，防備衛所也更改為「特設防備衛所」，能夠使用水中聽音器和磁氣探知儀等特殊儀器，搜索小艇與潛艦在澎湖水道內活動的概況，進而阻絕敵艦入侵。
第二次世界大戰結束後，井垵凸角磁氣探知機防備衛所等其他設施，在國軍接收之後更改為百里營區使用，後營區荒廢棄置後防備衛所也逐漸泯沒，直到在2019年軍方清查財產後依文化資產保存法規定通報，在經過文資委員勘查後，於2019年6月18日登錄為澎湖縣歷史建築。

## 建築設計
防備衛所建物占地面積34.52平方公尺，整體為漿砌石造之RC拱頂建築，在結構工法上相當細緻，當前構造、形式保存完整，並具有澎湖軍事建築技術史的參考價值。